# Dinah Nelken

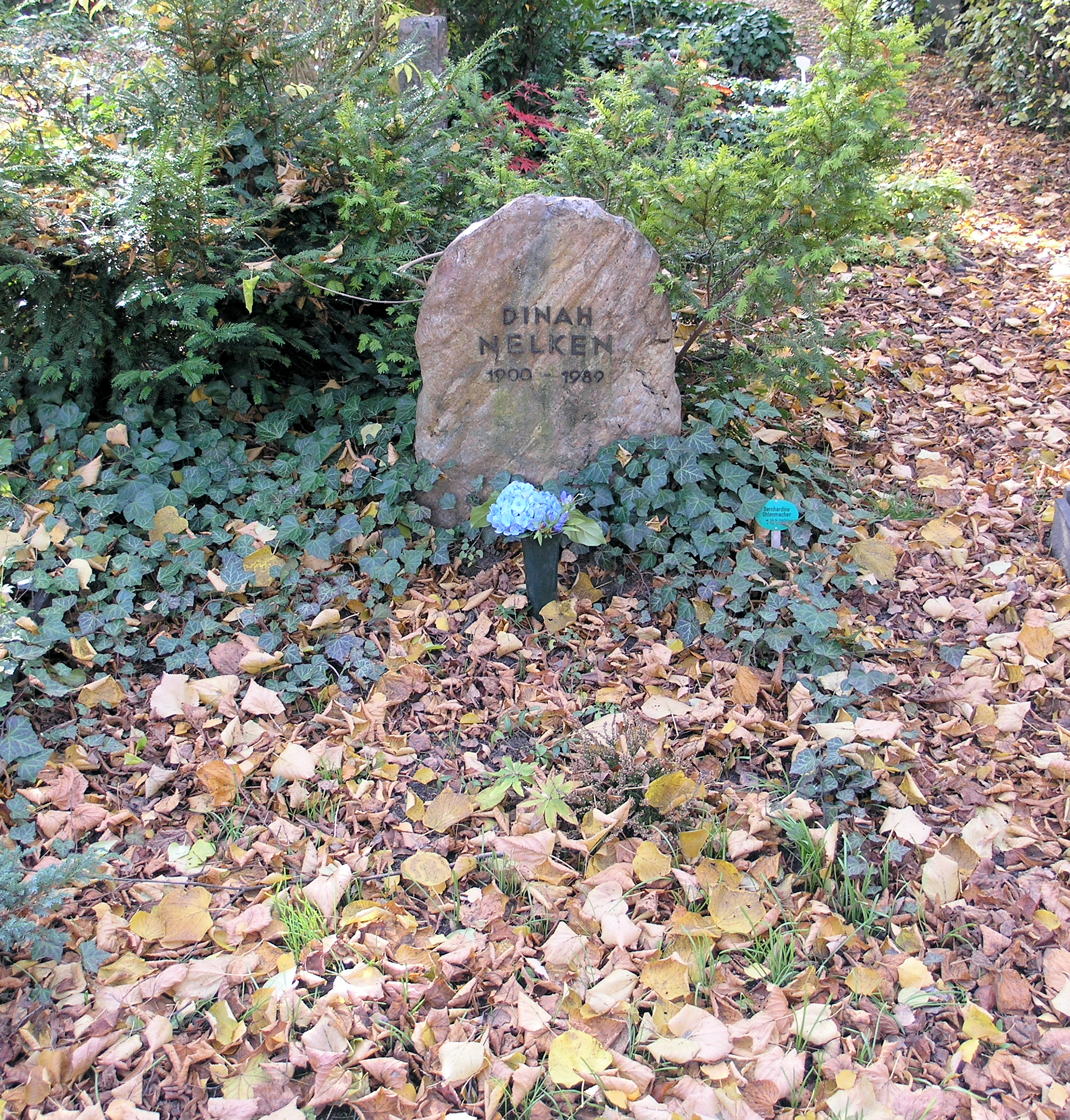
Grabstätte, Stubenrauchstraße Abt. 24, Grab 372, in Berlin-Friedenau

Dinah Nelken, auch Bernhardine Ohlenmacher-Nelken (* 16. Mai 1900 in Charlottenburg als Bernhardine Katharina Anna Schneider; † 14. Januar 1989 in Berlin) war eine deutsche Schriftstellerin und Drehbuchautorin.

## Leben
Bernhardine Schneider stammt väterlicherseits aus einer alten Berliner Handwerkerfamilie, mütterlicherseits von Hugenotten, die in Berlin sesshaft wurden. Der Vater arbeitete neben seiner Tätigkeit als Kaufmann auch als Schauspieler. Sie besuchte ein Lyzeum, bildete sich autodidaktisch weiter. Im Januar 1918 heiratete sie den 17 Jahre älteren evangelischen, jüdischstämmigen Chemiker Dr. Fritz Nelken. 20 Tage später kam Sohn Peter (1918–1966) auf die Welt. Die Ehe wurde 1921 wieder geschieden. Peter Nelken wuchs zunächst bei seinen Großeltern auf; nach deren Tod kam er in das Kinderheim von Annemarie Wolf. Fritz Nelken wurde 1942 in Auschwitz ermordet.
In den 1920er Jahren hatte sie ihre ersten Erfolge mit Kurzgeschichten und Feuilletons für die Berliner Presse und Texten für das von ihr mitbegründete politisch-literarische Berliner Kabarett „Die Unmöglichen“. Ende der 1920er Jahre zog sie in die Künstlerkolonie Wilmersdorf und schrieb dort 1932 den Schlüsselroman Eineinhalb Zimmer Wohnung (1932) über eine typische Wohnung in der Künstlerkolonie. Auf die Frage, warum dort nicht die wahren Namen der Bewohner genannt würden, sagte sie, dass erstens damals nicht denkbar war, dass einige der Namen so bekannt werden würden, und andererseits, dass keine Namen genannt werden sollten zum Schutz vor einer Nazi-Verfolgung. 1936 übersiedelte sie mit ihrem Lebensgefährten und späteren Mann, dem Buchhändler Heinrich Ohlenmacher (* 12. Oktober 1900), nach Wien, wo sie zahlreiche Filmdrehbücher schrieb. In Zusammenarbeit mit ihrem Bruder, dem Maler Rolf Gero Schneider, schrieb und gestaltete sie den heiter-ernsten Briefroman ich an dich (1939). Der Untertitel lautete: „Ein Roman in Briefen mit einer Geschichte und ihrer Moral für Liebende und solche, die es werden wollen“. 1939 wurde ich an dich mit Brigitte Horney in der Hauptrolle unter dem Titel Eine Frau wie Du verfilmt. In Art einer losen Fortsetzung erschien das Tagebuch Ich an mich (1952).
Nach der Annexion Österreichs wich sie auf die dalmatinische Insel Korčula aus.  Ein 1940 gestellter Antrag auf die Zuteilung von Reisezahlungsmitteln für ein Buch über Dalmatien wurde von den deutschen Behörden abgelehnt. 1943 ging sie mit ihrem Mann nach Italien, wo sie bei dem Verleger Mondadori arbeitete. 1950 kehrte sie mit ihrem Mann nach West-Berlin zurück.
Als wichtige Werke gelten der Roman Spring über deinen Schatten, spring! (1954), der sich mit der Erfahrung des Faschismus auseinandersetzt, sowie die Geschichte um Fleur Lafontaine, die in der DDR zur Vorlage eines zweiteiligen Fernsehfilms von Horst Seemann wurde (1978, mit Angelica Domröse, Hilmar Thate, Eberhard Esche, Gisela May). Sehr populär wurde der Film in der DDR auch, weil er dezidiert das unbedingte Primat der „Parteiarbeit“ gegenüber privatem Glück verneint. In den 1970er und 80er Jahren engagierte Dinah Nelken sich für die Initiative „Künstler für den Frieden“.
Nelken wurde vor allem als unterhaltsame Erzählerin bekannt. Ihre gesellschaftskritische und antifaschistische Haltung prägen eher ihre jüngeren Werke. Sie war auch Film-, Fernseh- und Funkautorin, schrieb Essays und Lyrik.
Dinah Nelken wurde auf dem Städtischen Friedhof Stubenrauchstraße in Berlin-Schöneberg in Abteilung 24, Grab Nummer 372 beigesetzt.

## Schriften
- Die Erwachenden (Roman 1925)
- Eineinhalb Zimmer Wohnung. Roman aus der Künstlerkolonie unter dem Namen Bernhardine Schneider (1933 Wilhelm Goldmann Verlag Leipzig)
- ich an dich (Roman 1939 Gustav Weise Verlag Berlin), verfilmt unter dem Titel Eine Frau wie Du (1939)
- Ich an mich, ein Tagebuch (Roman 1951, 1953 von Josef von Báky verfilmt unter dem Titel Tagebuch einer Verliebten)
- Caprifuoco (Hörspiel 1959, als Fernsehspiel 1959/60 u.d.T. Engel küssen keine fremden Herren, Bühnenfassung unter dem Titel Der Engel mit dem Schießgewehr)
- Geständnis einer Leidenschaft (Roman, Copyright 1955, 8. Auflage 1979, Verlag der Nation Berlin, Lizenznummer 400/53/79, LSV 7301)
- Spring über deinen Schatten, spring! (Roman 1954, Neufassung u.d.T. Geständnis einer Leidenschaft 1955)
- Addio amore (Roman 1957)
- Von ganzem Herzen, ein heiter-ironischer Roman (1964)
- Das angstvolle Heldenleben einer gewissen Fleur Lafontaine (Roman 1971)
- Die ganze Zeit meines Lebens, Geschichten, Gedichte, Berichte (1977/78)
- Lyrischer Lebenslauf einer dichtenden Dame (Roman 1988)